# Iris Club de Croix
Iris Club de Croix, thường được gọi là IC Croix, là một câu lạc bộ bóng đá Pháp có trụ sở tại Croix thuộc bộ phận Nord ở phía bắc nước Pháp. Câu lạc bộ được thành lập vào năm 1952 thông qua việc sáp nhập hai câu lạc bộ từ thị trấn. Trong nửa thế kỷ đầu tiên tồn tại, câu lạc bộ đã chơi bóng đá ở giải đấu cấp huyện, nhưng một loạt các lần thăng hạng trong nửa sau của thập kỷ đầu tiên của thế kỷ 21 đã nâng đội lên các giải đấu quốc gia. Kể từ mùa giải 2018-19, đội thi đấu ở Championnat National 2, giải bóng đá hạng tư ở Pháp và là giải đấu cao nhất trong lịch sử.

## Lịch sử
Câu lạc bộ được thành lập vào năm 1952 thông qua việc sáp nhập hai đội địa phương, Amical de Croix và Celtic de Croix, và chơi ở các khu vực quận Nord của Nord-Pas-de-Calais Ligue. Từ năm 2006 đến 2009, câu lạc bộ đã giành được bốn lần thăng hạng liên tiếp, từ giải đấu hàng đầu cấp quận (1 er Division) đến giải đấu hàng đầu của Nord-Pas-de Calais Ligue (Division d'Honneur, cấp độ thứ sáu của bóng đá ở Pháp).
Vào năm 2011, câu lạc bộ đã chiến thắng một giải đấu và cúp đôi, kết thúc ở vị trí cao nhất của Division d'Honneur, và giành được Cúp Liên đoàn Nord Pas-de-Calais, giành quyền thăng hạng Championnat de France Amateur 2 cho mùa giải 2012-13.
Vào tháng 11 năm 2012, câu lạc bộ sáp nhập với một câu lạc bộ địa phương khác, Stade de Croix. Mùa giải tiếp theo, câu lạc bộ đã hoàn thành vị trí đầu bảng B của CFA2, được thăng hạng lên CFA, và là nhà vô địch chung của giải đấu. Trong mùa giải 2015-16, câu lạc bộ đã kết thúc ở vị trí thứ 2 trong CFA bảng A, vị trí kết thúc giải đấu cao nhất mà nó đạt được cho đến nay.

## sân vận động
Câu lạc bộ chơi ở sân Stade Henri Seigneur, có sức chứa 2.000.

## Đội hình hiện tại
Kể từ ngày 05 tháng 10 năm 2018 
| Số áo |        | Vị trí | Cầu th               |
| ----- | ------ | ------ | -------------------- |
|       | France | GK     | Alexis Bockstal      |
|       | France | GK     | Clément Pétrel       |
|       | France | GK     | Romain vanherreweghe |
|       | France | DF     | Alexandre Carvalho   |
|       | France | DF     | Pierre Derville      |
|       | France | DF     | Mamadou Dia          |
|       | France | DF     | Kandanso Tamanate    |
|       | France | DF     | Alexis Zmijak        |
|       | France | DF     | Thomas Decottignies  |
|       | France | MF     | Thomas De Parmentier |
|       | France | MF     | Emmanuel Debordeaux  |

| Số áo |        | Vị trí | Cầu thủ           |
| ----- | ------ | ------ | ----------------- |
|       | France | MF     | Amaury Dos Santos |
|       | France | MF     | Pierre Grebaut    |
|       | France | MF     | Brian Obino       |
|       | France | MF     | Samuel Robail     |
|       | France | MF     | Nadir Guenoun     |
|       | France | MF     | Fares Hassani     |
|       | France | MF     | Mathieu Robail    |
|       | France | FW     | Samuel Betina     |
|       | France | FW     | Sofiane Mihoubi   |
|       | France | FW     | Ryad Habbas       |

## Danh hiệu
- Nhà vô địch, Promotion d'Honneur Régionale (Cấp 9), Nord-Pas-de-Calais: 2007
- Nhà vô địch, Promotion d'Honneur (Cấp 8), Nord-Pas-de-Calais: 2008
- Nhà vô địch, Division d'Honneur Régionale (Cấp 7), Nord-Pas-de-Calais: 2009
- Nhà vô địch, Division d'Honneur (Cấp 6), Nord-Pas-de-Calais: 2010
- Nhà vô địch, Championnat de France Amateur 2: 2014